# Anton Solomucha

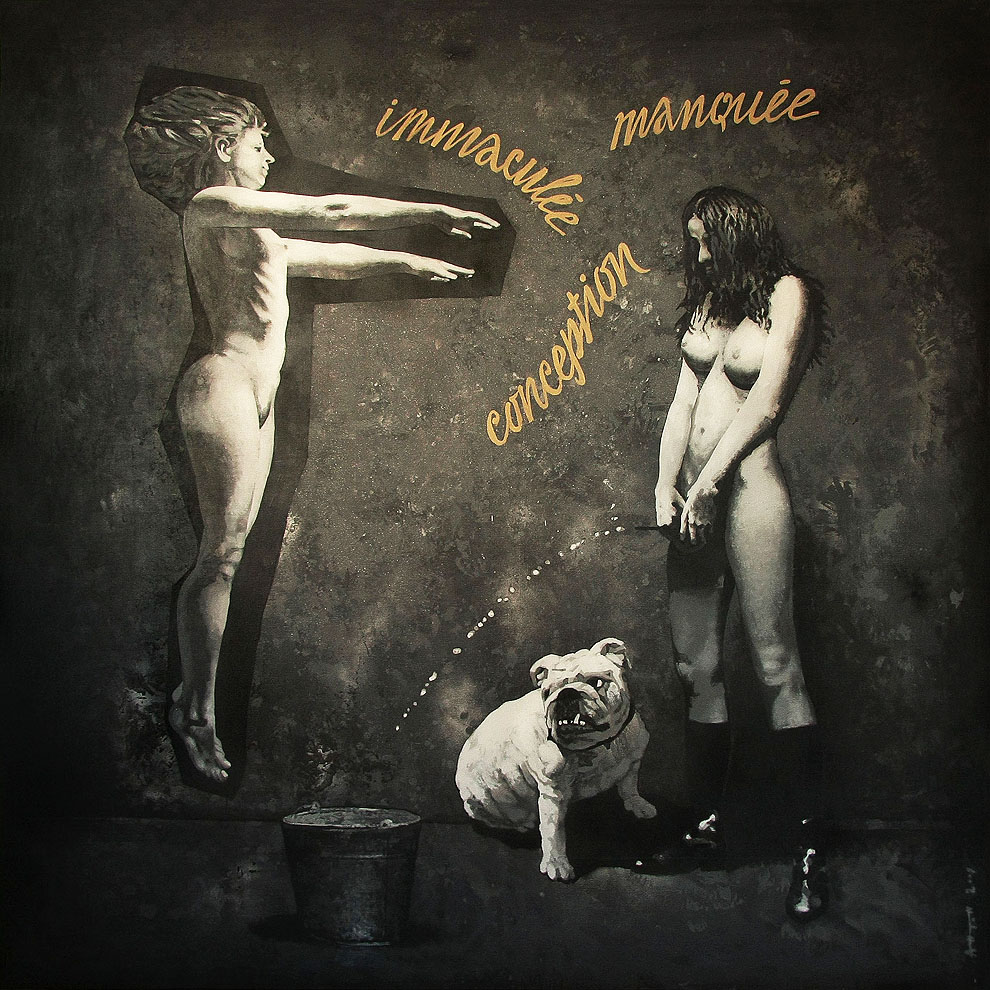
Selhání dokonalé koncepce., z cyklu Mýty a meze, 179×179 cm

Anton P. Solomucha (ukrajinsky Антон Соломуха) (2. listopadu 1945 Kyjev, Ukrajina, dříve SSSR – 21. října 2015) byl francouzský umělec a fotograf ukrajinského původu a zahraniční člen Ukrajinské akademie umění. Od roku 1980 se specializuje na narativní figurace. Je známý jako vynálezce nové formy vyjadřování v současné fotografii: „Fotografická malba“. Sdružuje při tom fotografický obraz s malířskou studií v živých obrazech, které často vyžadují velké množství modelů.

## Životopis
Solomuchova rodina byla součástí sovětské inteligence. Jeho otec, Pavel Davidovič Solomucha, byl veterán z druhé světové války. V roce 1943 po osvobození Ukrajiny dostal práci v náboru a organizaci vzdělávání učitelů v rámci oddělení sekretariátu Nikity Chruščova, který se později stal prvním tajemníkem Komunistické strany Sovětského svazu. Jeho matka, Galina von Krigin, byla učitelka.
Po ukončení středoškolského vzdělání a vojenské služby, začal studovat Fakultu restaurování ikon v na kyjevské škole výtvarného umění. Tam se seznámil s filozofií a náboženstvím. V roce 1971 byl přijat ke studiu v dílně akademické malířky Tatjány Jablonské a v roce 1973 získal diplom „Monumentalistický malíř“.
Jeho vidění světa bylo ovlivněno mistry jako byli scénograf Miša Frenkel, režisér Sergej Parajanov, spisovatel Viktor Někrasov, atd.
V roce 1971 se jim narodila dcera Kristina Solomuchová.
Mezi lety 1975 a 1978 jeho disidentské tvůrčí vyjádření upoutalo pozornost politických cenzorů a kvůli několika záminkám byl předvolán před KGB.
V roce 1978 se mu konečně podařilo emigrovat do Francie. Od té doby žije a pracuje v Paříži.

## Dílo

### Malba
V letech 1978–1980 začal experimentovat s různými technikami a typy estetických vzorců. Plavba do USA v letech 1978–1980 se ukázala být rozhodujícím momentem v jeho umělecké kariéře. V roce 1980 vystavoval v New Yorku, Bostonu, Clevelandu, Washingtonu a Filadelfii.
V roce 1981, 1982 a 1983 jej pozval houslista Gidon Kremer, scénograf Festivalu komorní hudby v Lockenhausu v Rakousku (Lockenhauskamermusikfest). Vliv klasické hudby a jeho kontakt s renomovanými hudebníky v jeho práci zanechala během tohoto období jasné stopy.
V roce 1985, si projektu Velké mýty všiml majitel kolínské galerie Thomas Krings-Ernsta a Solomucha v ní pak vystavoval pravidelně až do roku 1989.
V roce 1988 dva obrazy získalo Ludwig Muzeum pro svou „francouzskou sbírku“.
Do roku 2002 vznikaly významné projekty v malbě Solomuchy, jako Boxers, Mechanical Toys, the Myths and the Limits a Jazz (Boxeři, Mechanické hračky, Mýty a meze a Jazz), ve kterých je charakterizován formální hledání způsobů vyjadřování nesouhlasu různých struktur myšlení a jeho posedlost paradoxem. Jeho ideologické, estetické a etické postoje byly vytvořeny pod vlivem francouzského kritika umění Bernarda Lamarche-Vadela a Michela Enriciho.
Série obrazů Alegorie z období 1979–2002 byla mnohem obraznější a malebnější. Cituje z děl barokních umělců, hledání hrdinů a anti-hrdinů, založený na hlavních kompozičních strukturách procházely neustálými změnami, často pod vlivem fotografického obrazu.

### Fotografie

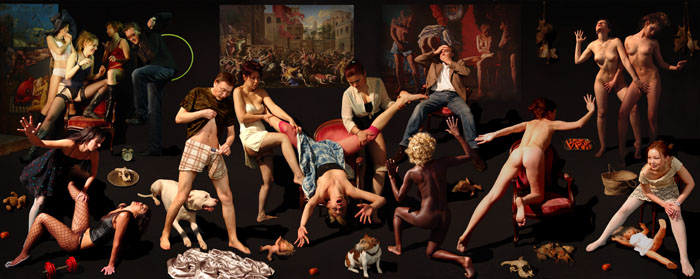
Únos Sabinek z cyklu Červená karkulka na návštěvě Louvru, 72×180 cm, 2008 (podle obrazu Nicoly Poussiniho)

Při hledání nových výrazových prostředků, nového vizuálního jazyka, malíře Solomuchu čím dál více přitahovalo médium fotografie. V roce 1990 se seznámil s Robertem Doisneauem. V roce 1995, po dlouhou dobu Solomucha kreslil společně s Henrim Cartier-Bressonem. Oba dva umělci silně ovlivnili jeho rozhodnutí věnovat se fotografii, která se od roku 2002 stala jeho hlavní oblastí kreativity.
První série The girl with the cup-and-ball (Dívka s balerem), The Sex of Angels (Sex andělů), I Fuck Your TV jsou charakterizovány výběrem uzavřeného prostoru a tmavým pozadím. Používá zrcadla jako „doplňkový znak“ pro stavbu kompozice, ironii nebo poetiku inspirovanou historickými mýty a biblickými tématy.
Jeho inspirace těmito projekty začala přesahovat do odmítání současných společenských témat. Jeho spřízněný vztah s malbou se více a více projevoval a tento rukopis byl hlavním tématem série fotografií v monumentálním stylu: Červená Karkulka na návštěvě Louvru. Ačkoli jsou tyto velké „panoramatické“ skladby fotografiemi, ve skutečnosti jsou projektovány a konstruovány tak, jako by to byly malované obrazy. „Fotografická malba“ má svou úlohu při vytváření nového současného umění. Součástí tohoto cyklu je například Únos Sabinek, 72x180 cm, 2008 namalovaný podle obrazu Nicoly Poussiniho.

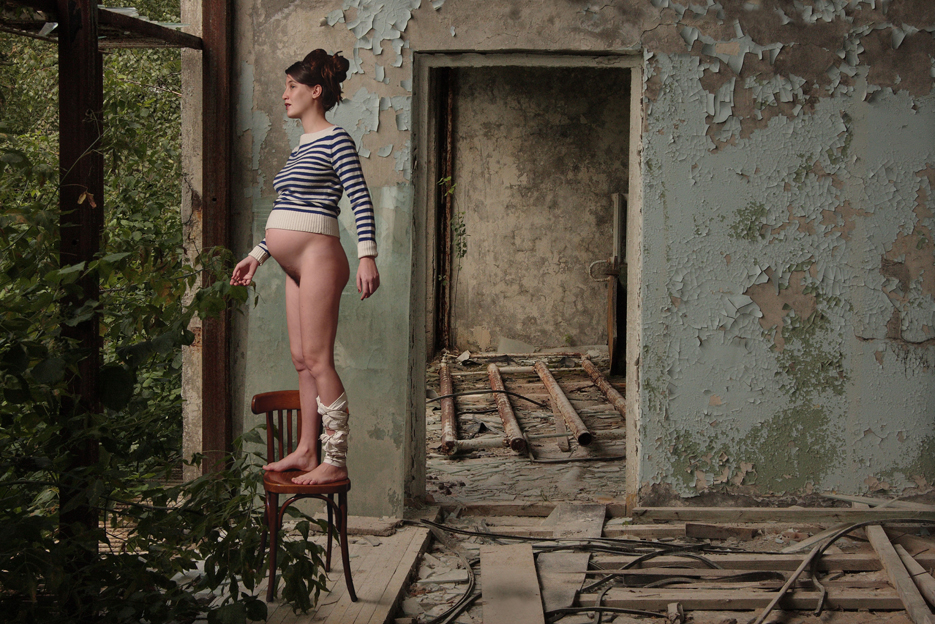
Mona Lisa di Antonio Maria Gherardini del Giocondo z cyklu Červená karkulka na návštěvě Černobylu, 2009

„Fotografické malby“ této série jsou teatrální, pozadí jsou většinou tmavá. Popředí vyplňují herci: znaky z ulic Paříže s nahými modely, zvířaty a prvky zátiší. Nekonečné množství drobných předmětů je rozházené na zemi a pokrývají stěny.
Styl teatrálních živých obrazů umožnil umělci rozchod s tradičním fotografickým obrazem a vytvořit prostor něčemu paradoxnímu a metafyzickému. V tom každý prvek, stejně jako v opeře, hraje svou roli, zatímco další prvky se vztahují k jiným prvkům pouze v případě, když si to umělec přeje.
V roce 2009 Anton Solomucha odkázal na klasické umění ve svém projektu Červená Karkulka na návštěvě Černobylu. Jeho preference „ironické alegorie“ mu umožnila vytvořit díla ve stylu připomínající malby v Louvru a zároveň zobrazit morbidní scény černobylské katastrofy.

## Muzea
Jeho díla jsou součástí následujících sbírek (výběr):
- Musée des Beaux-Arts de Mons (Belgie)[1]
- Ludwig Museum (Německo)[2]
- Leopold Hoesch Museum (Německo)[3]
- Muzeum moderního umění (Sarajevo, Bosna)
- Musée Cosmo Hôtel (Hong-Kong, Čína)
- New York Academy of Art (NYC, USA)[4]
- Fondation Dosne-Thiers (Francie)
- Rally Museum (Israel)
- Museum Norton Dodge (Maryland USA)
- Národní centrum současného umění, (Moskva, Rusko)[5]
- Ukrainian Institute of Modern Art (Chicago, USA)[6]
- Ukrajinské muzeum moderního umění (Kyjev, Ukrajina)